# Erland Paul Olsén
Erland Paul Olsén, född 1878 i Arvika församling, död 1952 i Arvika, var en svensk målare och fabrikschef.
Olsén var från 1915 platschef för AB Svenska Tobaksmonopolet i Arvika. Hans konst består huvudsakligen av landskap, till en början i ganska mörka färger men efter pensioneringen bytte han stil och målade ljusa värmländska landskap.